# Jardín histórico El Retiro
El jardín histórico el Retiro o el Retiro de Santo Tomás del Monte es un jardín botánico de la ciudad de Málaga (España), situado en el distrito de Churriana.
Se trata de un jardín de estilo primordialmente francés que combina con los estilos italiano, inglés y árabe. La finca data de 1669 cuando se aprovechó una antigua casa fuerte que se amplió y se rodeó de jardines. El jardín consta de tres partes: jardín-huerto, jardín-patio y jardín-cortesano. Las dos últimas fueron diseñadas por el arquitecto Martín de Aldehuela y se subdividen en jardines menores.
El jardín-huerto es lo único que se conserva del siglo XVII. Tiene forma de cruz en cuyo centro se sitúa una fuente decorada con azulejos sevillanos. El jardín-patio tiene forma rectangular y está situado junto al edificio. En su centro se encuentra una fuente de mármol labrado en Italia. El jardín-cortesano está organizado en varios niveles, al estilo italiano y contiene diversas esculturas. 
Entre los ejemplares emblemáticos destacan un olmo de casi 200 años y un conjunto de cipreses centenarios.